# تیم ملی فوتبال زیر ۱۶ سال اسپانیا
تیم ملی فوتبال زیر ۱۶ سال اسپانیا (اسپانیایی: Selección de fútbol sub-16 de España‎) نماینده فوتبال کشور اسپانیا در مسابقات فوتبال زیر ۱۶ سال اروپایی و بین‌المللی است که زیر نظر فدراسیون فوتبال سلطنتی اسپانیا فعالیت می‌کند.